# جينيفر لوبيز: منتصف العمر
جينيفر لوبيز: منتصف العمر (بالإنجليزية: Jennifer Lopez: Halftime)‏ هو فيلم وثائقي أمريكي لعام 2022، من إخراج أماندا ميشيلي، يحكي مسيرة الفنانة جينيفر لوبيز، تم عرض الفيلم لأول مرة في ليلة افتتاح مهرجان تريبيكا السينمائي عام 2022، وتم إصداره على نتفليكس في 14 يونيو 2022.

## روابط خارجية
- جينيفر لوبيز: منتصف العمر على موقع IMDb (الإنجليزية)
- جينيفر لوبيز: منتصف العمر على موقع روتن توميتوز (الإنجليزية)
- جينيفر لوبيز: منتصف العمر على موقع نتفليكس (الإنجليزية)
- جينيفر لوبيز: منتصف العمر على موقع قاعدة بيانات الفيلم (الإنجليزية)
- جينيفر لوبيز: منتصف العمر على موقع ليتربوكسد (الإنجليزية)
- جينيفر لوبيز: منتصف العمر على موقع كينوبويسك (الروسية)